# Elachista infuscata
Elachista infuscata is een vlinder uit de familie grasmineermotten (Elachistidae). De wetenschappelijke naam is voor het eerst geldig gepubliceerd in 1882 door Frey.
De soort komt voor in Europa.